# Censur af Wikipedia
Censur af Wikipedia er en form for Internetcensur, rettet mod webstedet Wikipedia. Internetcensur er et generelt udtryk for kontrol eller undertrykkelse af, hvad der kan tilgås, offentliggøres, eller ses på internettet. Censuren kan udføres af regeringer, private organisationer på foranledning af regeringen, regulatorer eller på eget initiativ. Motiverne til effektuering af censur er mangfoldige. Enkeltpersoner og organisationer kan engagere sig i selvcensur for moralske, religiøse eller forretningsmæssige årsager, for at opfylde samfundsmæssige normer, på grund af intimidering, eller af frygt for juridiske eller andre konsekvenser.
Censur af Wikipedia har fundet sted indtil flere gange, enten som helhed eller delvist i form af censur af enkelte artikler. Dette er sket både inden og uden for de vestlige lande.

## Eksempler på censur

### Kina
Kinesisk Wikipedia blev lanceret i maj 2001. Wikipedia modtog positiv opbakning i Kinas statslige presse i begyndelsen af 2004, men Wikipedia blev blokeret den 3. juni 2004 i forbindelse med artikler om protester ved Den Himmelske Freds Plads i 1989. Forslag om at udøve selvcensur i et forsøg på at reetablere Wikipedia blev afvist af det kinesiske Wikipedia-samfund. Den 22. juni 2004 blev adgangen til Wikipedia genetableret uden yderligere forklaring. Wikipedia blev lukket igen af ukendte årsager i september 2005, men kun for 4 dage.

### Frankrig
I april 2013 tiltrak Pierre-sur-Haute militære radiostation sig opmærksomhed efter den franske efterretningstjeneste DCRI ønskede at få artiklen om Pierre-sur-Haute militære radiostation fjernet fra den fransksprogede Wikipedia. Wikimedia Foundation forhørte sig med undren den Frankrigs efterretningstjeneste, hvilke konkrete dele af artiklen der med efterretningstjenesten øjne var problematiske. Wikimedia Foundation havde forinden konstateret, at artiklen nøje afspejlede oplysninger der var offentligt tilgængelig fra dokumentarudsendelsen fra Télévision Loire 7, en lokal tv-station, der sendte udsendelsen i år 2004.. DCRI nægtede at give disse oplysninger, og gentog sit krav om sletning af artiklen. Wikimedia Foundation nægtede at slette artiklen, og DCRI pressede Rémi Mathis, en frivillig administrator for den fransksprogede Wikipedia til at fjerne artiklen. Administratoren, en ansat ved det statsejede nationale bibliotek Bibliothèque nationale de France og formand for Wikimédia France, adlød til sidst.
Ifølge en erklæring udstedt af Wikimédia France den 6. april 2013, citat:
| „ | DCRI indkaldte en Wikipedia frivillig til deres kontorer den 4. april 2013. Denne frivillige, som var en af dem, som har adgang til de værktøjer, der giver adgang til sletning af sider, blev tvunget til at slette artiklen, mens de befandt sig i DCRIs kontor, under forståelse af, at han ville blive varetægtsfængslet og retsforfulgt, hvis han ikke var villig. Under pres, havde han ikke andet valg end at slette artiklen, på trods af forklaring til DCRI, at dette ikke var således at Wikipedia fungerede. Han advarede de andre systemoperatører, såfremt de forsøger at gendanne artiklen, ville de blive gjort ansvarlige overfor loven. Denne frivillige havde nogen forbindelse med denne artikel, havde aldrig redigeret i den, og kendte ikke engang til dens eksistens før ankomsten til DCRIs kontorer. Han var blevet udvalgt og indkaldt, fordi han var let at identificere, i kraft af hans ordinære virke ved Wikipedia og Wikipedia projekter i Frankrig. | “ |
|   | — Wikimédia France |   |

Senere blev artiklen gendannet af en schweizisk Wikipedia-bidragsyder. Som et resultat af kontroversen, blev artiklen den mest læste side på den franske Wikipedia, med over 120.000 visninger i løbet af weekenden den 6-7. april 2013. Artiklen blev oversat til flere andre sprog. samt i den franske avis "20 minutter". Det Franske Indenrigsministerium fortalte Agence France-Presse, at i øjeblikket ønskede man ikke at kommentere hændelsen.

### Tyrkiet
Wikipedia blev blokeret i Tyrkiet den 29. april 2017 af de tyrkiske myndigheder uden nogen forklaring.